# مولي إيفيلين مور ديفيس
مولي إيفيلين مور ديفيس (بالإنجليزية: Mollie Evelyn Moore Davis)‏ (1852، تالاديغا في الولايات المتحدة - 1909، نيو أورلينز في الولايات المتحدة)؛ كاتِبة، شاعرة وروائية أمريكية.